# 北岛 (诗人)
北岛（1949年8月2日—），本名赵振开，朦胧派詩人，出生於北京市。以「北岛」作為笔名，是因为来自北方而且偏爱孤独。北島先后获瑞典笔会图霍尔斯基奖、美国西部笔会中心自由写作奖、古根海姆奖学金、金花环奖等多个奖项，并被选为美国艺术文学院终身荣誉院士。曾擔任香港中文大學東亞研究中心人文學科講座教授，现为香港中文大學文學院榮譽教授。
北岛是诗人芒克与北岛一起创办杂志《今天》的时候为他取得的笔名，灵感来自于北岛的作品《陌生的海滩》。代表作有：诗集《陌生的海滩》、《北岛诗歌集》、《在天涯》、《午夜歌手》、《开锁》、《零度以上的风景线》；散文集《蓝房子》、《午夜之门》、《时间的玫瑰》、《青灯》、《城门开》、《古老的敌意》、《失败之书》；小说《波动》、《归来的陌生人》；诗歌《回答》、《宣告》。

## 生平

### 早年经历
北岛祖籍浙江湖州，1949年生于当时的北平（现北京）。他是画家赵延年的侄子。在少年时期，他是一名红卫兵。北岛在中学时期曾就读于北京四中，但是当时他的数理化成绩都不理想。于是在文化大革命爆发的时候，他感到非常激动，因为他终于不用再面对数理化的考试了。1966年5月下旬起，北岛开始和同学们一起闹革命。1966年8月2日17岁生日那天，他开始意识到他的内心十分空虚，未来异常渺茫。
根据北岛在《城门开》一书中的描述，由于没有被选入人民解放军，北岛在文化大革命的头两年里，作为北京四中红卫兵成员，沉浸在政治活动中。最初，他制作了谴责他以前老师的海报。他带领一群青少年公开羞辱一位邻居，在街上强行剃了他的头发，并短暂地将他监禁起来。他搬进了高中的宿舍，那里成为革命活动的中心，主持各种委员会和“斗争会议”。那里的学生组成了一个由两个红卫兵派别组成的公社，致力于促进革命的理想，北岛为其协助宣传。
1966年的一次地区巡视中，他和他的红卫兵伙伴们帮助结束了反毛主义抗议者对安亭火车站的围攻，这一事件引发了上海人民公社的成立。后来，在上山下乡运动中，他参加了代表团，观察北京以外的教育工作。
1967年，中国共产党正式否定了红卫兵，因为他们经常采取暴力手段，并对国民经济产生了破坏性影响，到第二年基本成功地解散了红卫兵运动。北岛和许多前红卫兵一样，被分配到劳动再教育。
根据《城门开》的记载，北岛的父母也受到了过着资产阶级生活的指控，他们一家人都面临着隔离、审讯和苦役的生活。因此，在文化大革命政策实施的十年中，他的家人大部分时间都被迫分开。1968年，北岛的姑姑在成为政府调查的焦点后自杀了。
1969年开始，他在文化大革命的剩余时间里，成为北京郊区一个建筑队的成员，作为一名建筑工人接受了“再教育”，直到1980年。由于这段生活在穷人中的经历，他开始反对毛泽东主义政策和共产主义宣传。

### 文学生涯
1970年早春，北岛听到了他的同学背诵了《当我们出发的时候》，他的内心受到了强烈的震撼，自此开始了他自己的创作之路。1970年开始，北岛专注于写作。他的早期诗作得到了著名诗人冰心的赞扬。为了避免引起注意，北岛常常在深夜独自在厨房里写作。1974年，他在一间暗室里以冲洗照片为名，创作了长篇小说《波动》的初稿。
1976年7月，他的妹妹在试图营救一名溺水者时死亡。北岛在他的回忆录中写过，在他生命中的这个关键时刻，他曾试图重新评估过去，窥视未来，但一切似乎都很模糊，无法辨认，内心十分空虚。
1978年12月23日，北岛和芒克创办《今天》杂志，《今天》这个名字也是由芒克提议。创办的原因来自于文化大革命期间在北京举办的沙龙活动。芒克与多多要在年底各写出一本诗集来进行比拼，但是由于他们受到了警察的查抄，因此很多作都遗失了。至到1978年初秋，北岛提议创办文学杂志，由此发表他们写过的诗歌和稿件。
《今天》杂志最早期的纸来源于北京造纸厂，芒克和黄锐在那里工作，每天都会“顺”一些纸回去，因此才有了颜色多样的《今天》。由于找不到油印机，第一期杂志是手工刻蜡版，到后来他们有了一台破解的油印机，在七个人轮流印了两天才印完。《今天》早期的工作地点是陆焕兴家里，第一期杂志以手写或张贴的地点是在被称为北京“民主墙”的地方。因为在最初邓小平是十分支持的，邓小平认为民主墙是一个好东西。在邓小平在民主墙面前表达这个观点的时候，北岛也在现场。但是在中越边界冲突后，邓小平改变了他对于民主墙的看法，并提出了严厉的批评，最终于1979年秋天民主墙被拆除。
从第二期起，《今天》杂志的编辑部转移到了北京东四14条76号。鄂复明开始负责印刷、财务、订阅和邮寄。在一间十二、三平米的空间里，他们完成了第二期4万多8开印张的油印、折页及装订等全部的手工劳动。
1980年9月，《今天》的联络人刘念春在接到公安局的停刊命令以后，《今天》变成了“今天文学研究会”，又得以出了三期刊物。12月底，在《今天》杂志发行两年，共发行了九期刊物和四本丛书后停刊。北岛在此期间一直是《今天》杂志的主编及创始人。
1981年北岛在《新观察》杂志当编辑，后因政府清理民间刊物的活动被迫停职。此后至1985年，北岛在外文局的《中国报道》负责对外宣传世界语刊物，但在1983年因受到雷抒雁的牵连再次被迫停职反省。
1987年3月，北岛离开中国去往英国，在英国杜伦大学担任访问讲师。
1989年2月中旬，北岛发起33人联名公开信，带头呼吁中国政府释放魏京生等政治犯。当政府谴责该请愿书时，北岛和其他活动人士举行了一次新闻发布会，宣布有组织地促进中国的民主和人权，这对后来的大学生抗议活动带来了直接的影响。4月15日胡耀邦去世后中国北京爆发大规模学潮悼念胡耀邦，北岛正在旧金山参加一个会议。4月26日《人民日报》发表社论将学潮定性为动乱进一步加剧局势紧张，20万学生进入天安门广场以示抗议。当日晚，北岛与150名学者连署請願信送交全国人大，聲援學生，但未获接收。
北岛因在八九学潮中的參與角色，不再为中国政府所容。抗议者朗诵并展示北岛的诗歌《回答》和《宣言》。而北岛还在大学生的示威横幅上签名表达自己的支持，因此中国政府认为北岛支持并煽动学生示威活动，将北岛驱逐出中国。

### 流亡海外
1989年移居国外，曾一度旅居瑞典等七个国家，他在世界上多个国家进行创作，寻找机会朗读自己的诗歌。滞留在欧洲的北岛从一个国家搬到另一个国家。他的被迫流亡获得了全球媒体的关注，同时也增加了人们对他作品的兴趣。例如，除了被邀请在国际文学会议上发言外，他的两部作品集同时在美国出版——诗集《八月的梦游者》和小说集《波动》。汉学家史景迁在《纽约时报书评》上写道，他称赞这两本书“有力量”、“令人惊讶和美丽”。
在西柏林担任访问作家之后，他在1990年的大部分时间都在斯堪的纳维亚，在奥斯陆，他和其他流亡者决定将《今天》作为一份移民杂志来恢复。8月，在北岛的主持下《今天》文学杂志在挪威奥斯陆复刊，至今仍在世界各地发行，其网络版和论坛（www.jintian.net）也享誉世界各地汉语文学圈。
1991年，北岛搬到巴黎，住在蓬皮杜中心对面的维尼斯街。另一本诗集《旧雪》于当年以英文出版。
1992至1993学年，北岛是荷兰莱顿大学的驻校作家。1993年夏天回到巴黎后，他与人共同创立了国际作家议会，一个致力于帮助需要避难或庇护的作家的组织。
1993年秋天，他被任命为东密歇根大学的麦坎德勒斯人文科学讲座。第二年，他担任密歇根大学的客座教员。他的第三本英文诗集《距离的形式》随后出版。虽然他得到了许多机构和个人的支持，但与家人的分离让他感到非常难过；他曾说过这一时期是他情感最痛苦的阶段。
1994年曾經返回中國，在北京入境時被扣留，遣送回美國，曾任教于加利福尼亞大學戴維斯分校，还曾是斯坦福大学、加利福尼亞大学伯克莱分校、香港中文大学客座教授。另外，他还曾以访问学者的身份在杜伦大学中文系担任讲师。在纽约居住期间，曾在纽约州立大学石溪分校英文系教授诗歌创作。
1995年，他接受了加州大学戴维斯分校为期一年的教职。这一年，他与获准离开中国的妻子和女儿团聚，并在访问巴黎期间见到了自己的父母。他的第四本英文诗集《零度以上的风景》也于这一年出版。在古根海姆奖学金支持下，他在加利福尼亚的戴维斯呆了五年。他和妻子最终离婚，他的女儿回到北京继续她的学业。
2000至2001年，北岛被任命为伯洛伊特學院Mackey写作主席。 在这一年，散文集《蓝房子》和诗集《开锁》以英文出版。2001年，他的父亲病重后，北岛获准到北京探望父亲，这是他自1989年以来第一次回到中国。这次经历促使他开始写一本关于他青年时期的回忆录。
2002年，北岛加入了国际作家议会的一个代表团——包括羅素·班克斯、若泽·萨拉马戈、渥雷·索因卡等人在巴勒斯坦领土的西岸地区访问了诗人馬哈茂德·達爾維什。在以色列反对萨拉马戈公开描述以色列对巴勒斯坦人的政策后，这次访问在以色列和葡萄牙之间引起了外交争论。当代表团与巴勒斯坦领导人亚西尔·阿拉法特会面时，这次访问获得了进一步的关注。北岛在《午夜之门》中描述了这次旅行，这篇文章成为2005年以英文出版的散文集的标题。
2002年至2005年期间，北岛主要在纽约工作，在石溪大学任教，并在阿拉巴马大学做了一个学期的访问作家。在此期间，他再婚并有了一个儿子。根据北島在《城门开》一书描写，2003年1月11日，他还去304医院看望瘫痪在床的父亲，父子俩都知道是最后一次见面，北島还说他们最后还说道：我爱你。第二天，北岛乘机再次离开中国。
2005年至2007年，他是圣母大学的驻校作家。

### 定居香港
2007年，北島收到香港中文大學的聘書。8月，北島正式搬到香港，與其家人團聚，結束其近20年的歐美各國漂泊式生活。
2011年8月8日，北岛在中共中央候补委员、中国作家协会主席铁凝的担保下，获准入境参加青海湖国际诗歌节并接受了新华社的专访。
2013年10月30日，「時間的玫瑰——北島詩歌之夜」在中文大學的邵逸夫堂舉行，600多人入場，創下主辦方同系列活動的最高紀錄。
2014年10月17日，北岛阔别45年重回北京四中，并表明希望能回北京四中开课。
2015年3月，北岛获马其顿—斯特鲁加国际诗歌节授予的最高荣誉金花环奖（Golden Wreath Award）桂冠，成为继绿原之后第二位获此殊荣的中国诗人。8月8日，北岛出席深圳“第一朗读者”跨界诗歌活动。11月25日，出席第四届香港国际诗歌节开幕式。12月，北岛出席两岸诗会。
2017年2月27日，北岛出席“艺术庆云诗歌交流会”。
2018年5月24日，北岛的绘画个展在巴黎地平线画廊开幕，同时推出展览同名画册《此刻·北岛》

## 作品

### 作品特色
北岛的作品一直以孤冷且充满批判性的态度展现给世人。正是因为他的冷静和思考，他的作品陪伴了很多文化大革命时期的青年人度过了迷茫的岁月。诗人齐简就曾说北岛在一九七一年夏天写的《在扬子江上放歌》将她从迷津中唤醒，远离了死亡的边缘。直至今日，北岛仍然坚持他的孤独和冷静，他认为这样的内心是写作的必需品。
1989年前，北岛坚信自己所追求的，所坚持的就是正确的。他的诗充满了信念感，但是大多比较犀利，注重于思想。比如诗歌代表作《回答》，北岛认为他的诗大多与时代有关，因为时代的影响，《回答》也由初始版本变成了现在的版本，变的更加愤怒和绝望。但是对于现在的北岛来说，《回答》是革命诗歌，它应该被留在那个时代，但是人们应该继续向前走，不能停留在那个时代。因此作为诗人，他越走越孤独。
北岛的作品风格自八十年代起发生了改变。六四事件后，北岛在世界各国漂流，作品更加孤独。后期作品大多与漂泊和故乡有关。比如北岛的代表作《城门开》。

### 诗歌
- 《生活》  (1999年)
- 《陌生的海滩》（1978年）
- 《北岛诗选》（1986年）
- 《在天涯》（1993年）
- 《午夜歌手》（1995年）
- 《零度以上的风景线》（1996年）
- 《开锁》（1999年）
- 《守夜 : 詩歌自選集1972-2008》（2009年）
- 《歧路行》（2022年）

### 小说
- 《波动》及英译本（1984年出版；初稿完成于1974年11月，定稿于1979年10月[39]）
- 《归来的陌生人》（1987年）

### 散文
- 《蓝房子》（1999年）
- 《失败之书》（2004年）
- 《时间的玫瑰》（2005年）
- 《青灯》（2008年1月）
- 《城门开》（2010年9月）
- 《古老的敌意》（2012年）

### 编选
- 《七十年代》（2009年）
- 《今天丛书：另一种声音》（2011年）
- 《对话》（2011年）
- 《七十年代续集》（2014年）
- 《给孩子的诗》（2014年）
- 《给孩子的散文》（2015年）
- 《必有人重写爱情》（2022年）

### 翻译
- 《索德格朗诗选》（1987）
- 《北欧现代诗选》（1987，2013）

北岛的作品已被译成二十多种文字出版。代表作包括作于1976年文革结束后的《回答》，其中的“卑鄙是卑鄙者的通行证，高尚是高尚者的墓志铭”已经成为中国新诗名句。在美国，其作品由Zephyr Press出版。曾多次获诺贝尔文学奖提名，是当今影响最大，也最受国际承认的中国诗人。

## 荣誉
先后获瑞典笔会图霍尔斯基奖、美国西部笔会中心自由写作奖、古根海姆奖学金、金花环奖等，并被选为美国艺术文学院终身荣誉院士。曾經獲得美國布朗大學頒授榮譽文學博士學位，頒授儀式於第243屆布朗大學畢業典禮中舉行。布朗大學校長路斯·西蒙斯教授於典禮上宣讀讚詞：
你用深邃的、充滿力量、讓人難以忘懷的詩句，向你的祖國和世界發出了聲音，譜寫自由和表達的樂章。你曾經寫道：『我不相信天是藍的，我不相信雷的回聲，我不相信夢是假的，我不相信死無報應。』......為了你對於人性根本之美德堅持不懈的信仰、為了你對於書寫文字之力量的信心，為了你對於人類之自由的深切信念，我們授予你文學博士學位以致敬意。

## 文學评价
德國漢學家魯道夫·瓦格納認為北島在1980年代後期出國後所寫的詩沒有長進，「基本上重複原來的意象，新的發展很少。北島沒有前進，許多中國作家也都是這樣重復自己。」
德国另一汉学家顾彬对北岛却极为推崇，在其文章和多次访谈中对北岛的人格道义，诗歌和散文都赞誉有加。
瑞典诺贝尔文学奖终身评委马悦然一直对沈从文、北岛、李锐、高行健非常喜欢，并且将他们的作品翻译成为瑞典文。

## 對現代新詩的看法
北島曾說：「詩歌面臨著形式的危機，許多陳舊的表現手段已經遠不夠用了。隱喻、象徵、通感、改變視角和透視關係，打破時空秩序等手法為我們提供了新的前景。我試圖把電影蒙太奇手法引入自己的詩中，造成意象的撞擊和迅速轉換，激發人們的想像力來填補大幅度跳躍留下的空白。另外，我還十分注重詩歌的容納量、潛意識和瞬間感受的捕捉。」